# Ранчо Вијехо, Сиријан Манзо (Аматепек)
Ранчо Вијехо, Сиријан Манзо (шп. Rancho Viejo, Cirián Manzo) насеље је у Мексику у савезној држави Мексико у општини Аматепек. Насеље се налази на надморској висини од 721 м.

## Становништво
Према подацима из 2010. године у насељу је живело 10 становника.

### Хронологија
| Година       | 2000      | 2005      | 2010 |
| ------------ | --------- | --------- | ---- |
| Становништво | 9 (3 / 6) | 9 (4 / 5) | 10   |

### Попис
| # | Индикатор                     | Вредност |
| - | ----------------------------- | -------- |
| 1 | Укупно домаћинстава           | 6        |
| 2 | Укупно насељених домаћинстава | 2        |
| 3 | Величина локације             | 1        |